# Аркари, Бруно (боксёр)
Бруно Аркари (итал. Bruno Arcari; род. 1 января 1942, Атина) — итальянский боксёр, представитель лёгкой и полусредней весовых категорий. Выступал за сборную Италии по боксу в первой половине 1960-х годов, чемпион Средиземноморских игр, бронзовый призёр чемпионата Европы, победитель и призёр турниров международного значения, участник летних Олимпийских игр в Токио. В период 1964—1978 годов боксировал на профессиональном уровне, владел титулом чемпиона мира по версии Всемирного боксёрского совета (WBC).

## Биография
Бруно Аркари родился 1 января 1942 года в городе Атина региона Лацио, Италия.

### Любительская карьера
Первого серьёзного успеха на взрослом международном уровне добился в сезоне 1963 года, когда вошёл в основной состав итальянской национальной сборной и побывал на чемпионате Европы в Москве, откуда привёз награду бронзового достоинства, выигранную в зачёте первой полусредней весовой категории — на стадии полуфиналов был остановлен поляком Ежи Кулеем. Кроме того, завоевал золотую медаль на домашних Средиземноморских играх в Неаполе, стал лучшим на чемпионате CISM во Франкфурте, принял участие в матчевой встрече со сборной Румынии.
Благодаря череде удачных выступлений удостоился права защищать честь страны на летних Олимпийских играх 1964 года Токио, однако уже в стартовом поединке категории до 60 кг получил травму и проиграл нокаутом кенийцу Алексу Оунду.

### Профессиональная карьера
Вскоре после токийской Олимпиады Аркари покинул расположение итальянской сборной и в декабре 1964 года дебютировал на профессиональном уровне. При этом свой первый профессиональный бой он проиграл техническим нокаутом из-за травмы.
В августе 1966 года боксировал за титул чемпиона Италии в первом полусреднем весе, но вновь получил травму и потерпел поражение техническим нокаутом.
Несмотря на травмы и проигрыши Бруно Аркари продолжил активно выходить на ринг и впоследствии больше не знал поражений, выигрывая у всех своих соперников. Так, в мае 1968 года он завоевал титул чемпиона Европейского боксёрского союза (EBU), который затем четыре раза защитил.
В январе 1970 года встретился с действующим чемпионом мира в первом полусреднем весе по версии Всемирного боксёрского совета (WBC) филиппинцем Педро Адиге — противостояние между ними продлилось все отведённые 15 раундов, в итоге судьи отдали победу итальянскому боксёру, и таким образом он стал новым чемпионом мира.
Полученный чемпионский пояс Аркари защитил девять раз, одолев многих сильнейших представителей своего весового дивизиона. В 1974 года он отказался от титула, решив подняться в полусреднюю весовую категорию. Продолжал боксировать на профессиональном уровне вплоть до 1978 года, хотя больше не принимал участия в титульных поединках. В общей сложности провёл на профи-ринге 73 боя, из них 70 выиграл (в том числе 38 досрочно), 2 проиграл, тогда как в одном случае была зафиксирована ничья.
После завершения карьеры спортсмена остался в боксе в качестве менеджера, сотрудничал с несколькими известными итальянскими профессионалами.